# ロンビエン橋
ロンビエン橋（ロンビエンばし、龍編橋、ベトナム語：Cầu Long Biên / 橋龍編）は、ベトナム北部を流れる紅河（ホン川）にかかる鉄橋（鉄道道路併用橋）。ハノイ市にある。全長は1700m。

## 概要
フランスによる植民地時代にハイフォンとハノイを鉄道で結ぶ目的で造られ、ベトナム戦争中には米軍により繰り返し爆撃を受け破壊されながらも修復され、今日もなお利用されている。このため橋中央付近の山形のデザインは破壊されたままになっている。ロンビエン（龍編）は、「龍が躍る」の意味。鉄道線路と歩道があり、バイクは通行できる。近年は、老朽化が問題になってきている。パリのエッフェル塔を設計したギュスターヴ・エッフェルが設計したという説もあるが、橋に残る製造銘板の検証により否定されている。

## 歴史

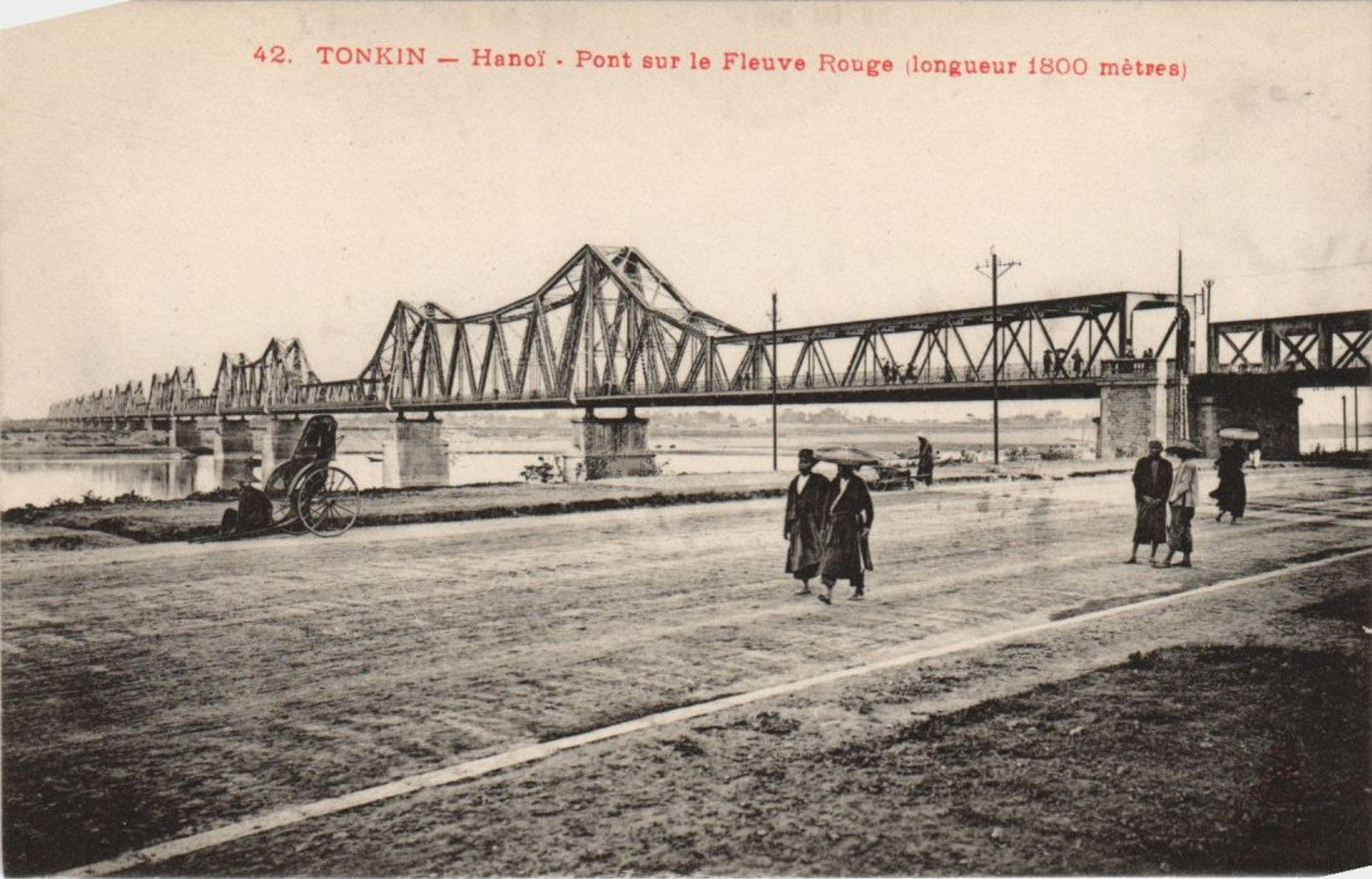
完成後間もないロンビエン橋

1897年から1902年の5年間、インドシナ総督を務めたポール・ドゥメールは、フランス本国に植民地財政をたよらず、住民から土地税、人頭税などを徴収したり、塩やアヘンなどの専売による莫大な利益で大規模な公共事業を多く行った。1900年頃からは、ハノイから南北に鉄道が敷かれ、ハイフォン港が開港されたこともあり、ハイフォンとハノイを鉄道で結ぶ目的でこの橋が建設された。フランスのダイデ&ピル（Dayde et Pille）社が建設工事を落札し、1899年に着工、3年後の1902年に竣工した。ポール・ドゥメール総督の名をとり「ドゥメール橋」と命名され、当時としてはインドシナで最も大きく、最も美しい橋と言われた。構造は鉄骨によるトラス構造で、優美な曲線も併せ持ち、シルエットがエッフェル塔を横にしたようにも見えるとも言われた。
1980年代半ばまで鉄道をはじめ自動車やバイク、自転車、歩行者のすべてが利用できたが、1986年のチュオンズオン橋の完成後は、一時、自動車とバイクの通行は禁止された。その後、チュオンズオン橋の渋滞のひどさを解消すべく、2005年以降は再びバイクのみ通行が許可されている。

## ギャラリー

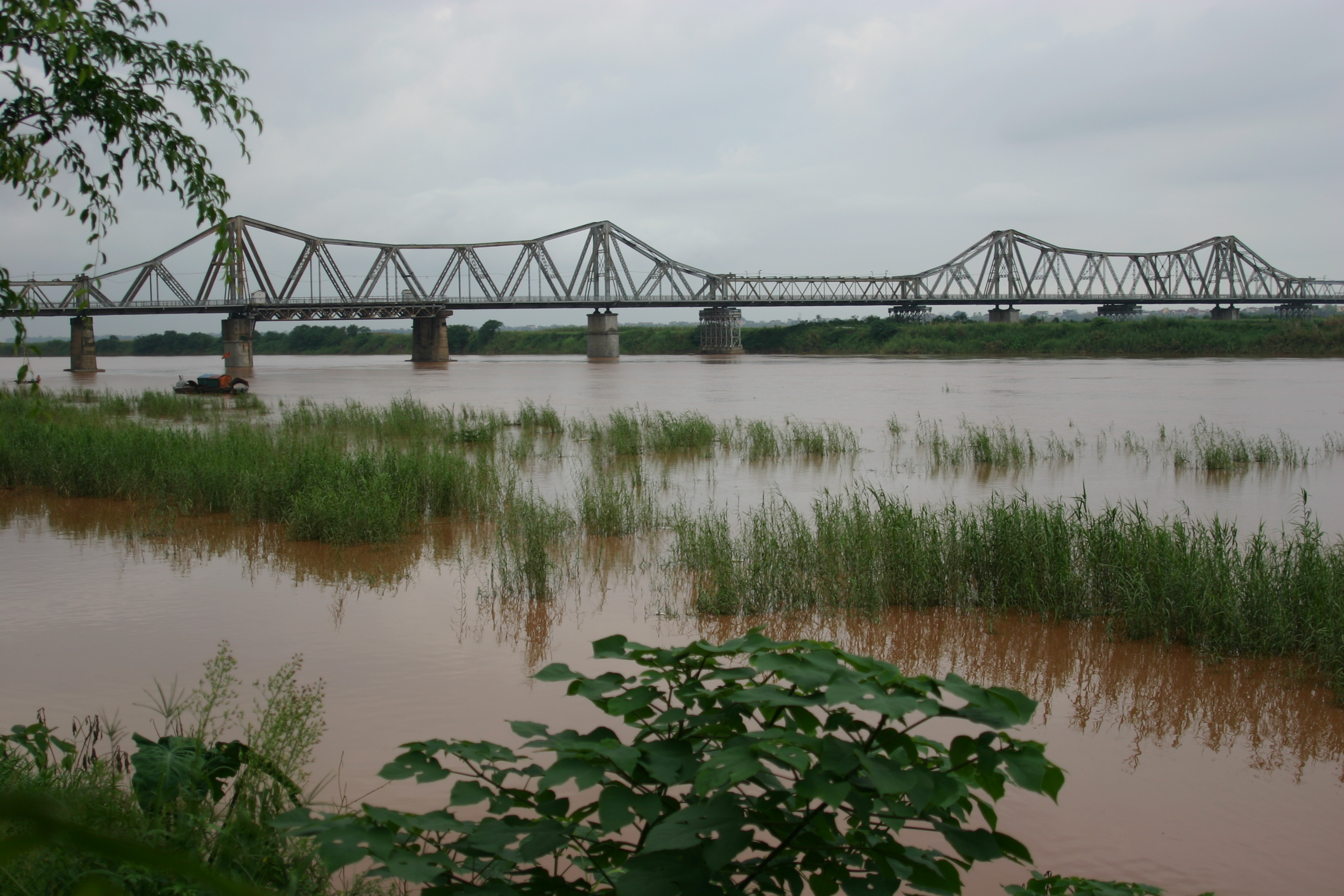
全長約1700m
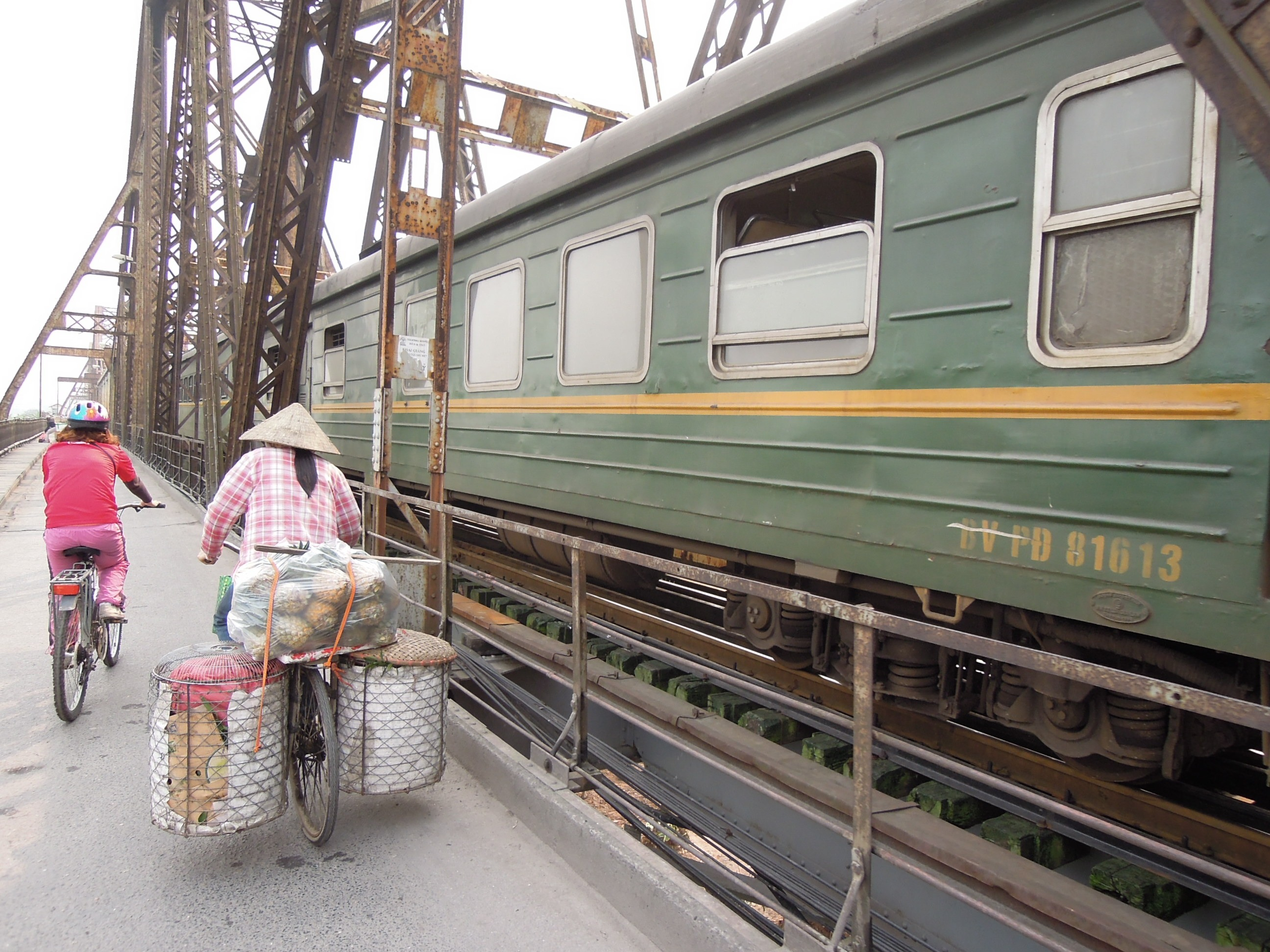
鉄道線路と歩道が設けられた橋上
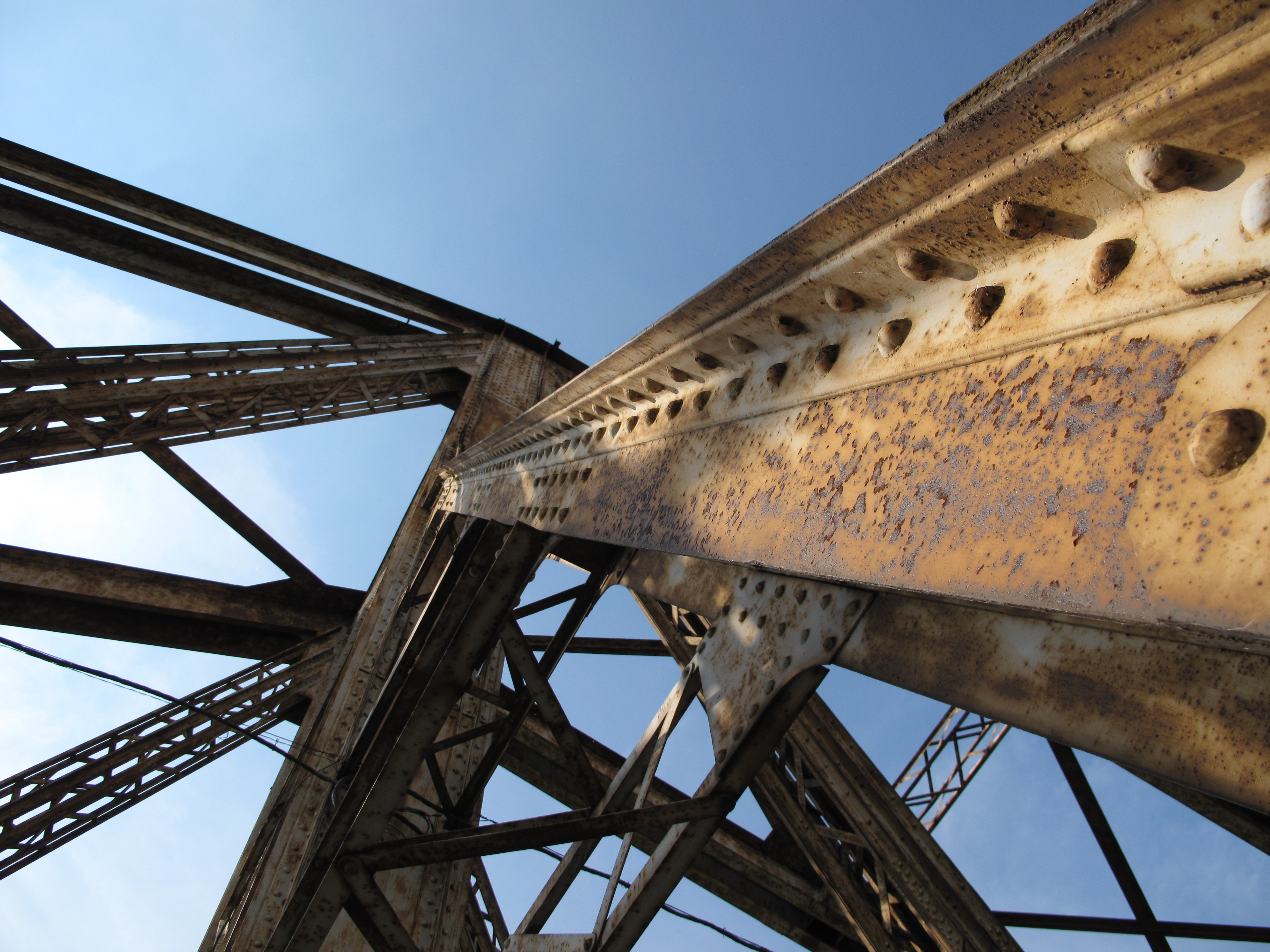
トラス構造を間近に見る
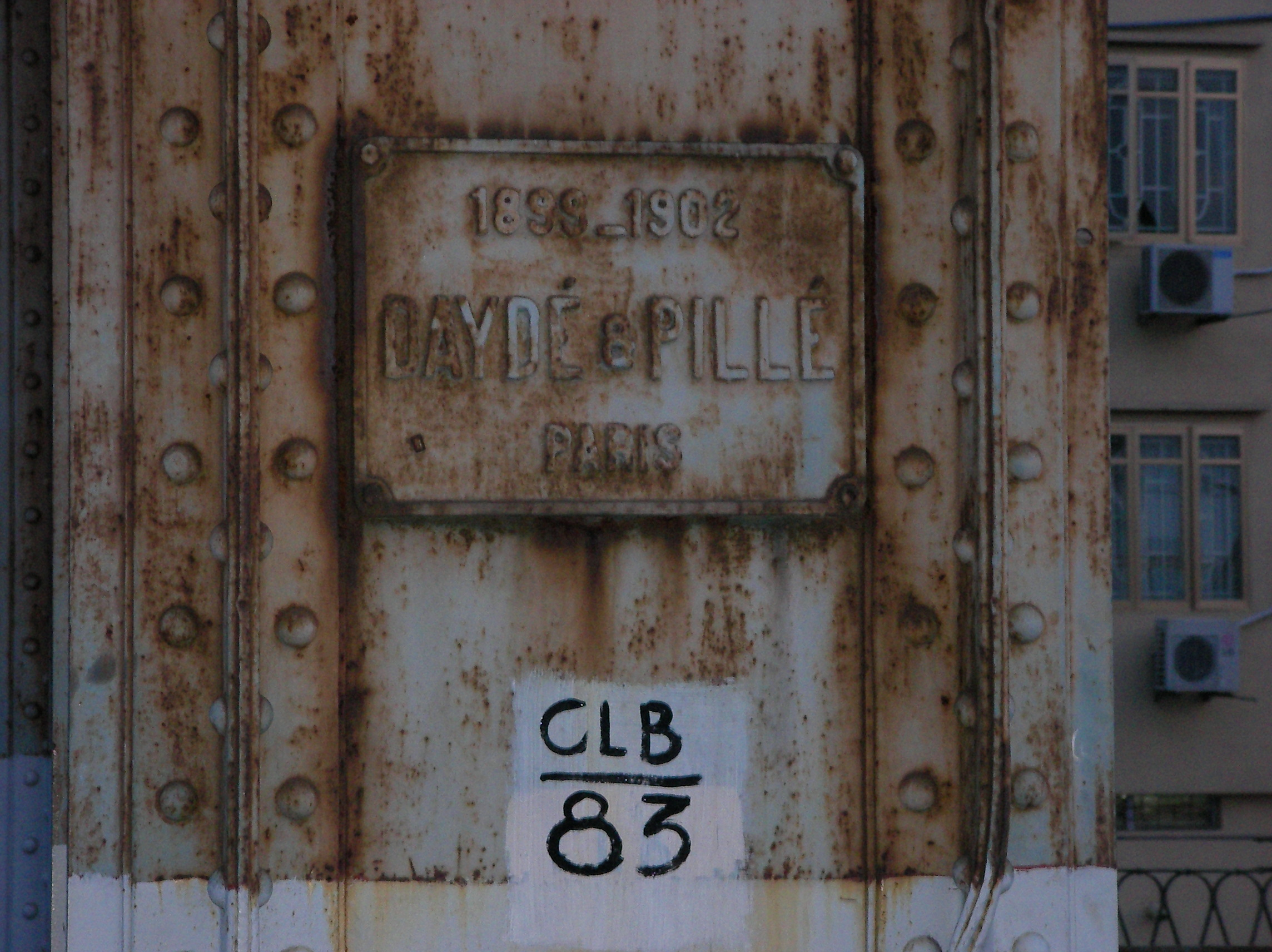
ダイデ&ピル（Dayde et Pille）社の社名が刻印された建設当時の銘板
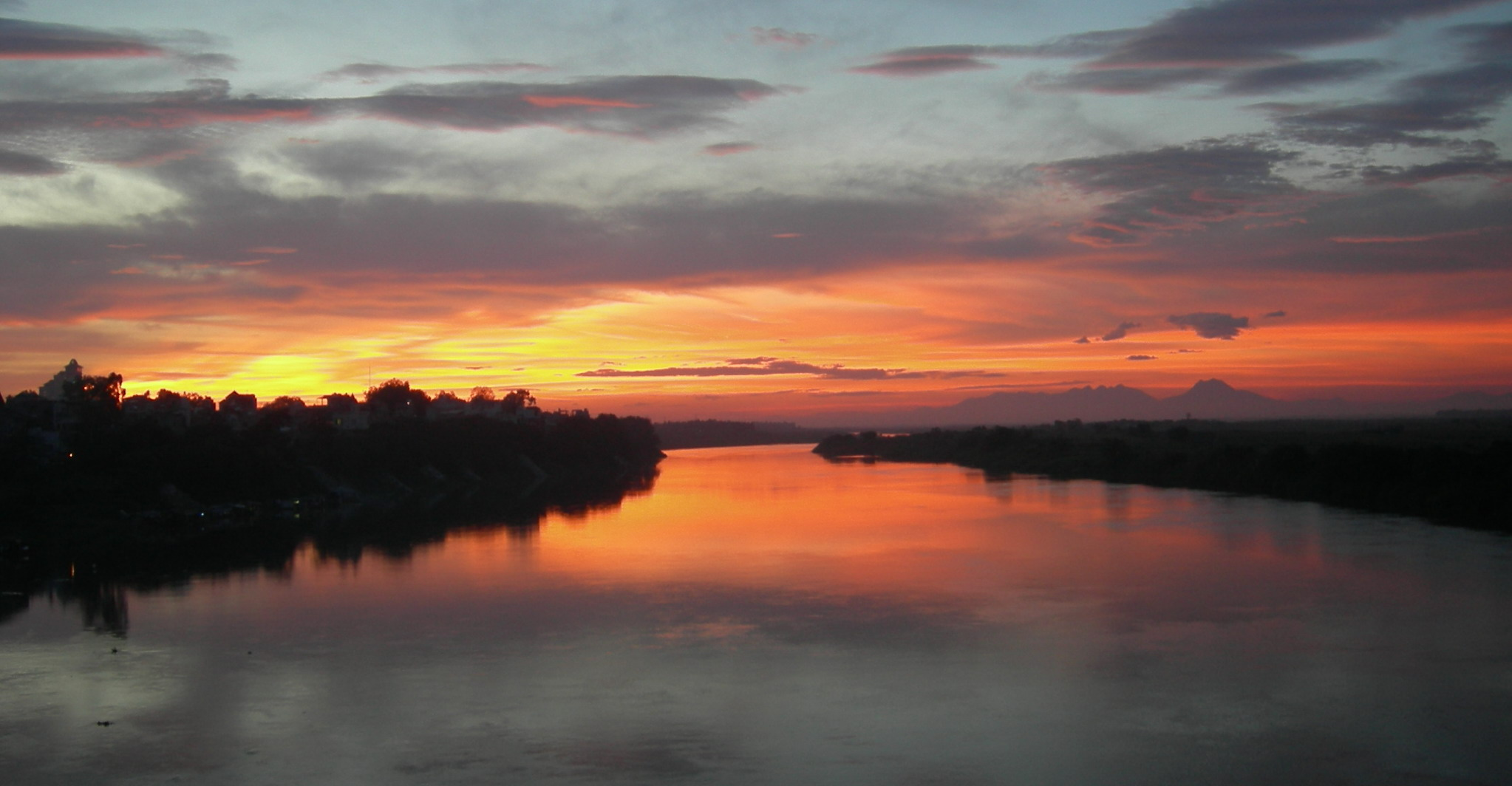
ロンビエン橋のかかる紅河の夕暮れ
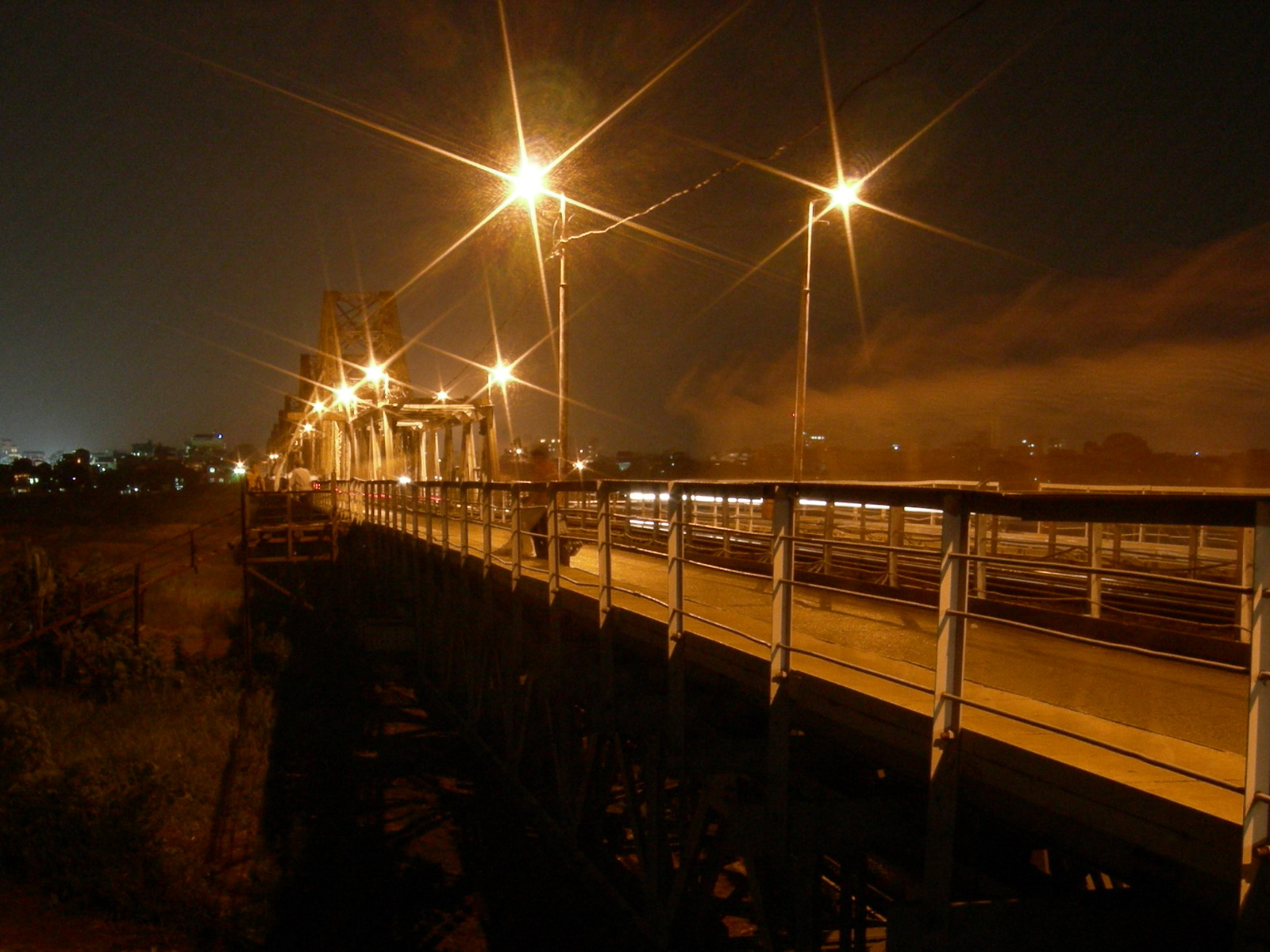
夜のロンビエン橋
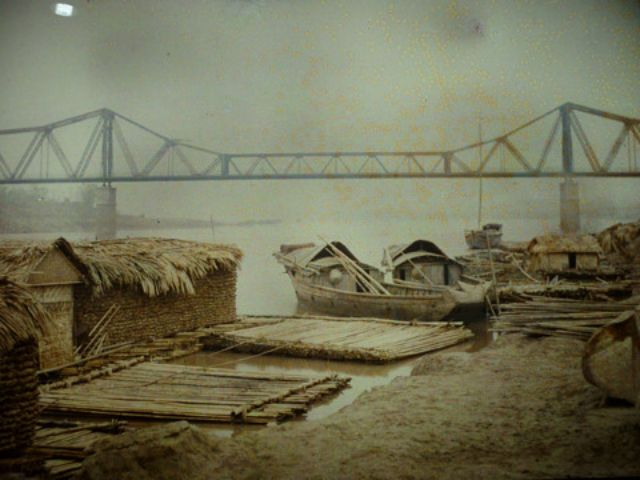
1910年代のロンビエン橋